# Серхан, Серхан
Серхан Бишара Серхан (англ. Sirhan Bishara Sirhan, араб. سرحان بشارة سرحان‎;  род. 19 марта 1944, Иерусалим, подмандатная Палестина) — палестинец, антисионист, известен тем, что 5 июня 1968 года застрелил Роберта Кеннеди, кандидата на пост президента США. В 1969 году был приговорён к смертной казни, впоследствии приговор был смягчён до пожизненного заключения.

## Детство, юность
Серхан Серхан родился 19 марта 1944 года в Иерусалиме в зажиточной семье палестинцев-христиан; его отец, Бишара Серхан, был высокооплачиваемым сотрудником службы городского водоснабжения. 
После 1948 года, в результате арабо-израильской войны, материальное положение Серханов резко ухудшилось. В 1950 году, после аннексии Иорданией западного берега реки Иордан, включая Восточный Иерусалим, они стали гражданами Иордании. В 1956 году, когда мальчику было 12 лет, семья эмигрировала в США.
Окончив школу, Серхан работал конюхом и продавцом в магазине, увлекался оккультизмом и стрельбой из пистолета. Придерживался панарабских и антисионистских взглядов. Вел дневник, в котором запись 18 мая 1968 года гласила: «мое желание ликвидировать Р. Ф. К. становится всё более непоколебимой одержимостью […] Роберт Ф. Кеннеди должен быть убит. Роберт Ф. Кеннеди должен быть убит до 5 июня 68». Считается, что сенатор Роберт Кеннеди мог заработать ненависть Серхана своими произраильскими взглядами; 5 июня — годовщина начала Шестидневной войны, в которой Израиль нанёс сокрушительное поражение арабским армиям.

## Убийство Роберта Кеннеди
Почти сразу после полуночи в ночь с 4 на 5 июня 1968 Роберт Кеннеди с телохранителями направился из бального зала лос-анджелесской гостиницы «Амбассадор», где он произнёс речь, в другой зал, где он собирался дать пресс-конференцию. Хотя кандидат на пост президента шёл через кухонные помещения, к нему всё равно протискивалась толпа желающих пожать руку. В этот момент Серхан открыл огонь из револьвера 22 калибра. Роберт Кеннеди получил три пулевых ранения, одно из них в голову, и скончался в больнице через 26 часов. Ещё 5 человек получили несмертельные ранения.
Серхан был задержан на месте преступления. Во время суда сделал заявление, что стрелял со злым умыслом, заранее обдуманным в 20 лет (при этом в 1968 Серхану было 24 года), но впоследствии отказался от этих слов и заявил, что ничего не помнит о моменте стрельбы. Защита Серхана безуспешно попыталась доказать, что во время стрельбы Серхан был ограниченно вменяем. Серхан был признан виновным и приговорён к смертной казни, но в 1972 году Верховный суд Калифорнии признал смертную казнь неконституционной, и приговор Серхана был смягчён до пожизненного заключения. С тех пор он 16 раз подавал прошения об условно-досрочном освобождении, но все они были отклонены. Только лишь через 50 лет заключения, 27 августа 2021 года его очередное ходатайство было удовлетворено. Прокуратура также учла то, что на адрес комиссии по условно-досрочному освобождению приходило значительное количество писем (в том числе от сына Роберта Кеннеди) в поддержку 77-летнего Серхана. Однако шестеро других оставшихся в живых детей Роберта Кеннеди выступили против этого решения, и в январе 2022 года ходатайство было отклонено губернатором штата.

## Альтернативные теории
Существуют теории, что хотя Серхан стрелял в сторону Кеннеди, тот погиб не от пуль Серхана или не только от них. Согласно показаниям ряда свидетелей, Кеннеди шёл навстречу стреляющему Серхану, в то время как смертельная рана в голову произошла от выстрела сзади. В результате возникла версия о «втором стрелке»; о возможности такого варианта также сообщил судебно-медицинский эксперт. Но согласно словам других свидетелей, перед выстрелами Кеннеди повернулся в сторону, чтобы пожать кому-то руку. Согласно официальному докладу ФБР 1975 года, в пользу теории о втором стрелке нет серьёзных доказательств.
В 2007 году в Великобритании вышел документальный фильм RFK Must Die, в котором описываются недостатки официальной версии событий.